# 菊枕 (松本清張)
『菊枕』（きくまくら）は、松本清張の短編小説。『文藝春秋』1953年8月号に掲載され、同年10月に短編集『戦国権謀』収録の1編として、文藝春秋新社より刊行された。サブタイトル「ぬい女略歴」が付されている。 

## あらすじ
お茶の水高等女学校を卒業し美貌にも恵まれたぬいは、明治四十二年、三岡圭助と一緒になったが、美術学校卒業にもかかわらず、野心や覇気とは無縁の夫がいっこうに画壇に出ようとしないのに失望し、軽蔑を覚える。ぬいは趣味で俳句をはじめたが、女流俳句の新しい秀絶であると評され、大正六年頃から、当代随一の俳匠である宮萩栴堂が主宰する『コスモス』に投句しはじめ、やがて巻頭をたびたびとり、天下の俳人にその名を知られるようになった。大正八年頃には栴堂はぬいの太陽となり、栴堂に会わないかという手紙がくると、上京して栴堂を訪ね、一生の感激だと栴堂信者になって帰ってきた。栴堂が以前脳溢血をやったと知ると、菊枕を作って栴堂に呈した。しかし、ぬいの自負の強さは栴堂の周囲から顰蹙され、排斥される。
ぬいは昭和十年頃から神経に苛立ちが感ぜられ、様子が変わった。『コスモス』に投稿しても載らなくなった。栴堂に手紙を毎日のように書いたが返事はめったになく、昭和十一年、外遊に出る栴堂に会おうとするが、ぬいは『コスモス』同人を除名される。その後もぬいはしきりと栴堂に手紙を出したが、終わりになるほど常態を失い、昭和十九年、ぬいは精神病院にはいった。ある日、圭助が面会に行くと、非常によろこび「あなたに菊枕を作っておきました」と言って嚢をさしだした。圭助は、狂ってはじめて自分の胸にかえったのかと思った。ぬいは昭和二十一年に病院内で死んだ。

## モデルと目される人物
本作はフィクションであり、時系列や設定など、実在の人物とは異なる虚構が含まれている。
- 三岡ぬい - 杉田久女
- 三岡圭助 - 杉田宇内
- 宮萩栴堂 - 高浜虚子
- 瀬川楓声 - 長谷川零余子
- 瀬川はな女 - 長谷川かな女

## エピソード
- 著者は本作について「小説の題は（杉田久女の句である）「ちなみぬふ陶淵明の菊枕」から取ったが、久女が縫っていた菊枕は、中国に伝わる長寿の徴にと虚子に献げたのであった。この取材のために私は奈良まで行き、久女のかつての弟子だった橋本多佳子氏や、『天狼』の平畑静塔氏などに会った。もとより、地元の俳人からも話を聞いた」と述べている[1]。
- 橋本多佳子を著者に紹介した横山白虹は「私の見た久女を（清張に）語ったが、独断で誤りもあろうからと橋本さんの話も聞いて下さいとすすめた」と後に記している[2]。
- 本作の発表直後の1953年8月、杉田久女の娘婿の石一郎は「久女を題材本位にムキ出し羅列した」として本作に抗議した[3]。著者は一週間後に回答し、高浜虚子の『国子の手紙』を参照したことを断りつつ、不遇な境遇にありながら俳句への執念を捨て切れず、一途に芸術を志向する久女をモチーフとし「自分なりのぬい女をつくり上げた」と述べている[4]。
- 小説家の田辺聖子は、杉田久女の評伝『花衣ぬぐやまつわる…』において本作に言及し「もし久女のイメージがゆがめられていたとすれば、それは松本氏に材料を提供した側の問題であろう」と記す一方[5]、「作者の意図をより鮮明にするため、主人公たちはいやが上にも佶屈した性格を与えられる。その悲劇を強調するため、周囲との摩擦や異和感は誇張される。清張氏はある種の人間悲劇を書こうと意図され、それにふさわしい素材を物色して、やがて「久女」という素材にめぐりあわれた」「それは『菊枕』のぬいであって、久女の再現ではなかった」と評している[6]。
- 日本近代文学研究者の岩見照代は「ぬいの生活は俳句を中心に動き始める。ぬいは机の前に坐って凝然としている。二人の子供はお腹をすかして泣いている。夕飯の用意も出来ていない。帰宅した圭助がしかたなく台所に下りたりもする。清張は、いっけん大変な悪妻、悪女を描き出したかのように見える。しかし、ここで「悪」とはいったい誰にとっての「悪」なのか。作品の最後でこの問いかけが、われわれに残される。家父長制は、家事や育児に女たちのエネルギーと知力を消耗させ、それに背くものを「悪」としてきた。ぬいは「ボヘミアの荒野の呼び声」（ケイト・ミレット『性の政治学』）に正直に従っただけだ」と述べ「ぬいが句作をはじめた時代は、ときあたかも大正期初頭、平塚らいてうを中心とした青鞜グループの、「新しい女」バッシングが始まっていた頃である」と指摘している[7]。
- 日本近代文学研究者の久保田裕子は、（清張が取材した）橋本多佳子は『国子の手紙』と杉田久女とを同一視することで高浜虚子の（久女に対する）見解を追認しており、清張の久女観にも影響を与えたことが推察できると述べる一方、本作の内容について「夫の評価で妻の価値が決まるという女性の伝統的ジェンダー役割に拘束されながら、自ら創作する女性の姿は、清張の他の初期作品の女性登場人物とは異質であると言える」「女性芸術家が評価を得ようとしたときに、作品自体の評価ではなく、容貌・外見や女性としてのセクシュアリティのありようが注目されるという問題を浮かび上がらせていく。このように『菊枕』は、平野謙が評価するように『断碑』などと同じ系列の作品として一纏めに扱うことはできない」と評している[8]。

## 舞台版
1974年5月4日から6月30日まで、芸術座にて東宝現代劇の特別公演として上演された。
キャスト
- 三岡ぬい：山田五十鈴
- 三岡圭助：山本學
- 夏川大二郎
- 植田幾久女：春日野八千代
- 三林京子
- 内山恵司、渡辺千春、山田芳夫、岡村亜美、山口勝美、巌弘志、佐藤富造、柳谷慶寿、島山昌次、井上和子、梅岡純、水奈瀬杏、志麻リエ、青木玲子、中原正之、清水郁子、杉本淳子、井守ヒロミ、白井千博、二宮弘子、布洋子、渡辺陽子、安田洋子、花村江梨子、宮田のり子

スタッフ
- 脚本・演出：小幡欣治
- 美術：織田音也
- 照明：氏伸介
- 音楽：内藤孝敏
- 効果：秦和夫